# Yakovlev Yak-18T

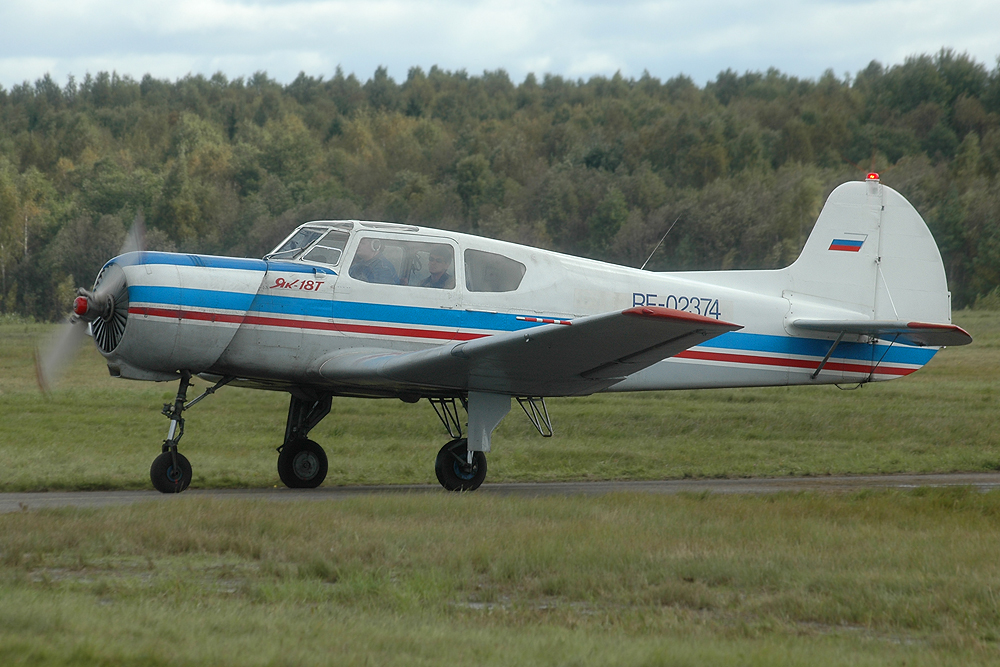
Yak-18T

O Yakovlev Yak-18T (em russo:  Яковлев Як-18T) é uma aeronave utilitária com quatro ou cinco assentos com capacidade completa para acrobacias. Introduzido como avião de treinamento da Aeroflot, ganhou alguma popularidade como avião desportivo tanto dentro como fora da extinta União Soviética. É motorizado com um motor radial Vedeneyev M14P de 268-298 kW (360-400 hp), sendo projetado para forças "g" de +6.48/-3.24.

## Projeto e desenvolvimento
Tudo que o Yak-18 e o Yak-18T tem em comum é o número do modelo. O Yak-18T é um modelo completamente único, apesar de sua nomenclatura.
O 18T foi projetado no final da década de 1960, como aeronave civil. A aeronave possui um trem de pouso triciclo com capacidade de quatro ou cinco assentos, além de um motor radial de 9 cilindros que produz 360 hp de potência. O Yak-18T compartilha alguns sistemas com a família Yak-50/52. Todas estas aeronaves possuem o motor de 265 kW (355 hp) Vedeneyev M14, além do mesmo sistema de ar-comprimido para partida dos motores, freios, trem de pouso e flaps. A hélice, aviônicos e outras partes também eram compartilhadas. O Yak-18T, como todas as aeronaves soviéticas utilizadas para treinamento, possui capacidades acrobáticas.
Em comparação com outras aeronaves de quatro assentos como o Cessna 172 ou o Piper Arrow, o Yak-18T é um pouco mais largo e maior em comprimento, mas muito mais pesado, sendo por isso equipado com um motor consideravelmente mais potente. O Yak-18T é talvez melhor comparado ao Piper Saratoga, que possui dois assentos extras, sendo similar em peso máximo, em conjunto com um trem de pouso retrátil e motor similarmente potente. O Yak-18T é, entretanto, distinto por sua forte construção, capacidade acrobática e características de manobrabilidade dóceis, mas ágeis.
O protótipo do Yak-18T executou seu voo em 1967, sendo logo após colocado em produção em série em Smolensk.

## Histórico operacional
O Yak-18T tornou-se o avião de treinamento básico padrão nas escolas de voo da Aeroflot, tendo alguns exemplos também entrado em serviço na Força Aérea Soviética como aeronave de comunicações. Após cerca de 700 aeronaves construídas, muitas para a Aeroflot, a produção foi encerrada no final da década de 1980k, tendo retornado em 1993. Em 2011 houve uma boato de que uma produção em pequena escala permanecia na Yakovlev, apesar de aparentemente nenhuma aeronave ter sido produzida há mais de uma década.
A Technoavia vendeu o SM94, seu próprio desenvolvimento do Yak-18T, equipado com um pára-brisa curvado, tanques de combustível com maior capacidade e um pacote de aviônicos mais recente, mas a produção depende de pedidos.

## Operadores
Armênia
- Força Aérea da Armênia

 Cuba
- Força Aérea da Cuba - antigo operador

 Cazaquistão
- Forças Armadas da República do Cazaquistão - no mínimo quatro unidades em serviço em 2008

 Moldávia
- Força Aérea da Moldávia - ao menos uma aeronave em serviço para treinamento básico

 Lituânia
- Forças Voluntárias de Defesa Nacional da Lituânia

 Bósnia e Herzegovina
- Força Aérea e Defesa Antiaérea da Bósnia e Herzegovina - Uma aeronave nas cores da Republika Srpska

 União Soviética
- Aeroflot
- Força Aérea Soviética